# Макабричність

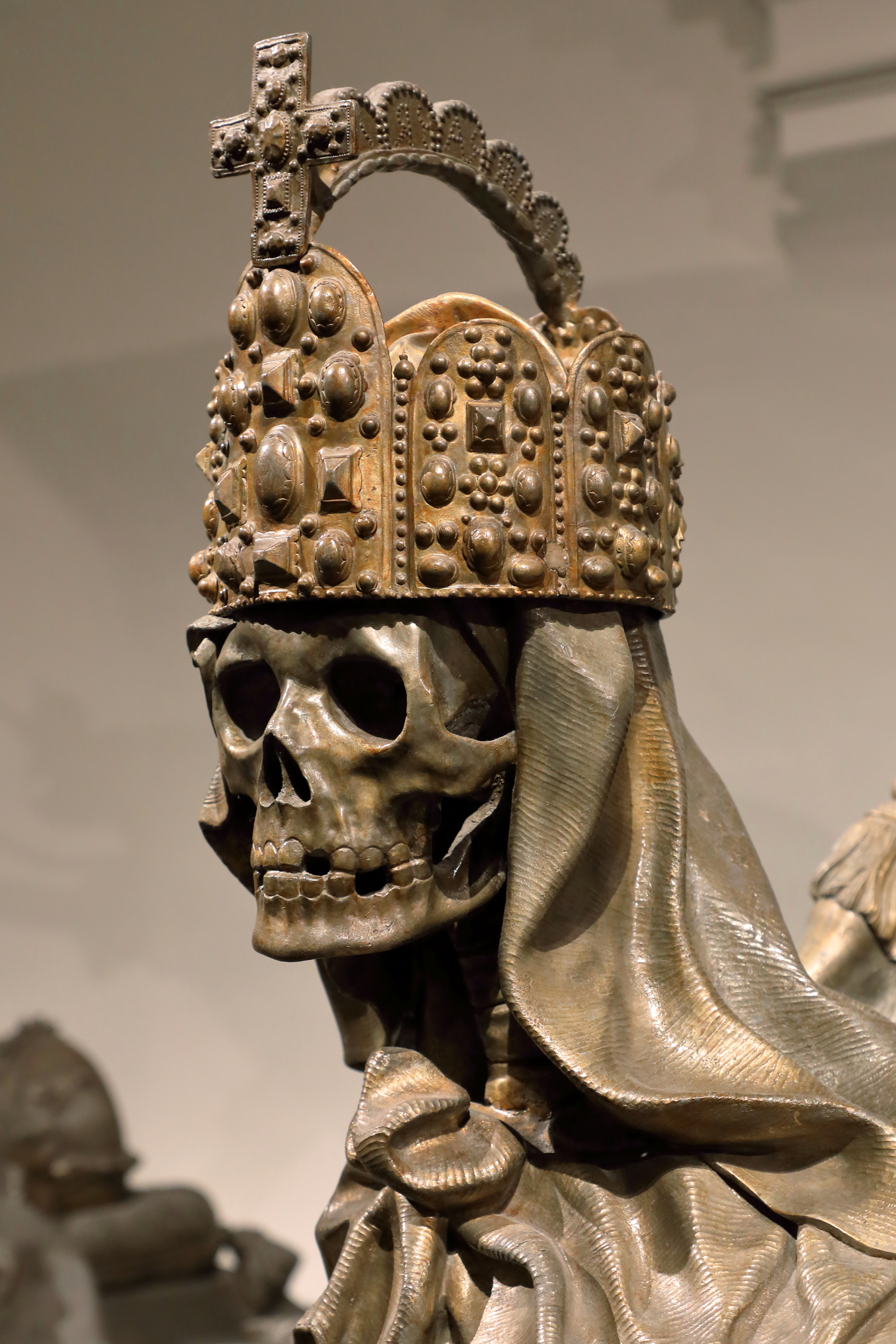
Транси імператора Габсбургів Карла VI з короною Священної Римської імперії на гробниці (крипта капуцинів у Відні, Австрія).

У  мистецтві та літературі макабри́чність (від фр. macabre) означає похмуру або жахливу атмосферу, пронизану символами смерті, успадковану від пізнього впливу середньовічного мистецтва та епохи Відродження в Європі, яка в той час була вражена Чорною смерті. У християнському мистецтві він набуває значення memento homo або memento mori, або ж марнославства. Пізніше, такі автори, як Г. Ф. Лавкрафт, Стівен Кінг і Едгар Алан По використовували макабричну атмосферу у своїх роботах. Також подібні теми часто цікавлять готичну субкультуру та пов'язану з нею культуру дез-металу та блек-металу.

## Етимологія
Етимологія слова «макабричний» є невизначеною. За Гастоном Парісом, воно вперше зустрічається саме у цій формі в Жана ле Февр в «Respit de la mort» (1376), «Je fis de Macabré la danse», і він вважає, що ця форма з наголосом є істиною. Більш звичне пояснення базується в латинській назві Machabaeorum chorea (Танець Макавеїв). Іншими варіантами є від Св. Макарія або Макера-відлюдника. Ще один варіант, це походження слова від арабського maqābir (مقابر) (множина від maqbara) від давньоєврейського «מהקבר» (пишеться «mhkbr» і вимовляється як «Mehakever»), що означає «з могили».

## Історія
Ця якість не часто зустрічається у давньогрецькій і латинській літературах, хоча є її сліди і в Апулея, і в автора Сатирикону. Видатними прикладами в англійській літературі є Джон Вебстер, Роберт Льюїс Стівенсон, Мервін Пік, Чарльз Діккенс, Томас Харді, і Сіріл Тернер. В американській літературі — це Е. А. По та Г. Ф. Лавкрафт. Слово отримало своє значення від французького виразу la danse macabre (танок смерті) для алегоричної репрезентації всюдисущої і універсальної влади смерті. Типова форма, яку приймає алегорія, — це серія зображень в яких Смерть з'являється у вигляді скелета закружений у танці або забинтованого трупа перед людьми, які представляють різний вік і стан життя і веде їх всіх у танці до могили. З численних прикладів, які можна було віднайти намальованими або вирізьбленими на стінах монастирів або церков по всій середньовічній Європі, збереглися тільки деякі гравюри.